# Amade Xá Durrani
Amade Xá Durrani (em persa: احمد شاه دراني; romaniz.: Ahmad Shah Durrani) (Herate, c. 1722 - Candaar 16 de outubro de 1773) ou Amade Xá Abdali (em persa: احمد شاه ابدالي; romaniz.: Ahmad Shah Abdali), nascido como Amade Cã Abdali (Ahmad Khan Abdali), foi o fundador do Império Durrani e é considerado por muitos como o fundador do Afeganistão moderno.
Após o assassinato de Nader Xá, tornou-se o emir do Coração e mais tarde se tornou o fundador e regente de seu próprio império. Reagrupando tribos pastós e aliados, deslocou-se para o leste do Panjabe no Império Mongol e para o oeste desintegrando o Império Afexárida.
Os pastós do Afeganistão, muitas vezes o chamam de Baba (o "pai").